# Aliza Magen-Halevi
Aliza Magen-Halevi (hebräisch עליזה מגן-הלוי; geb. 5. Juli 1937 in Jerusalem; gest. 14. April 2025 ebenda) war eine israelische Geheimdienstoffizierin.
Ihre Eltern waren aus Frankfurt stammende Juden. Von 1958 bis 1999 diente sie über vierzig Jahre lang dem Mossad, Israels nationalen Geheimdienst, und war an Hunderten von Geheimoperationen beteiligt, darunter Operation Damokles (1962), Operation Diamant (1963–66) und Operation Zorn Gottes (ab 1972).
1990 wurde sie zur stellvertretenden Direktorin des Mossad ernannt und war damit die ranghöchste Frau in der Geschichte des Geheimdienstes. Sie hatte diese Position unter drei Mossad-Direktoren bis zu ihrer Pensionierung 1999 inne.